# Лоле (Пистоја)
Лоле је насеље у Италији у округу Пистоја, региону Тоскана.
Према процени из 2011. у насељу је живело 14 становника. Насеље се налази на надморској висини од 581 м.